# 群馬ダイヤモンドペガサスの選手一覧
群馬ダイヤモンドペガサスの選手一覧（ぐんまダイヤモンドペガサスのせんしゅいちらん）はベースボール・チャレンジ・リーグ（ルートインBCリーグ）の群馬ダイヤモンドペガサスに所属する選手、およびかつて所属していた主な選手の一覧である。
便宜上「保有選手」については本来の守備位置内に記載する。

## 首脳陣
| 背番号 | 名前       | 役職                             |
| ------ | ---------- | -------------------------------- |
| 89     | 高橋雅裕   | 監督                             |
| 37     | 岡島秀樹   | 投手コーチ                       |
| 66     | 永井克弥   | 巡回コーチ                       |
| 88     | 岡村隆則   | 野手コーチ                       |
| 28     | 井野口祐介 | 打撃・トレーニングコーチ兼外野手 |

## 所属選手
※備考欄の「移籍」はリーグより移籍選手として公示されたもの。
それ以外の前年リーグ内他球団所属者は「前年は××に所属」と記載。

### 投手
| 背番号 | 選手名     | 投 | 打 | 備考                  |
| ------ | ---------- | -- | -- | --------------------- |
| 11     | 榊原元稀   | 右 | 右 |                       |
| 13     | 北田雅也   | 左 | 左 |                       |
| 15     | 小島正也   | 右 | 右 |                       |
| 16     | 長大聖     | 右 | 右 |                       |
| 17     | 荻野恭大   | 右 | 右 | 練習生                |
| 18     | 根本夏珠葵 | 右 | 左 | 練習生                |
| 19     | 三浦彰浩   | 右 | 右 | 2025年度新入団        |
| 20     | 阿部恋     | 右 | 左 | 2025年度新入団        |
| 21     | 薗雄斗     | 右 | 右 |                       |
| 26     | 本多太陽   | 左 | 左 | 2025年度新入団        |
| 29     | 岡田大輝   | 右 | 右 | 2025年度新入団 練習生 |
| 31     | 高橋主樹   | 右 | 右 | 2025年度新入団        |
| 32     | 相塲星七   | 右 | 右 | 練習生                |
| 34     | 依田郁也   | 左 | 左 | 2025年度新入団        |
| 41     | 小林涼生   | 右 | 右 | 2025年度新入団 練習生 |
| 53     | 加川航平   | 左 | 左 | 2025年度新入団        |

### 捕手
| 背番号 | 選手名   | 投 | 打 | 備考           |
| ------ | -------- | -- | -- | -------------- |
| 12     | 富岡駿   | 右 | 右 |                |
| 27     | 富浜琉心 | 右 | 右 | 2025年度新入団 |
| 55     | 宮下裕悟 | 右 | 左 | 2025年度新入団 |

### 内野手
| 背番号 | 選手名     | 投 | 打 |                                 |
| ------ | ---------- | -- | -- | ------------------------------- |
| 1      | 三好将太   | 右 | 右 | 2025年度新入団                  |
| 5      | 周東龍輝   | 右 | 左 | 背番号55から変更                |
| 6      | 小林幸之助 | 右 | 右 |                                 |
| 7      | 濱田祐太   | 右 | 右 | キャプテン                      |
| 14     | 片山朋哉   | 右 | 右 |                                 |
| 23     | 幸田風揮   | 右 | 右 | 2025年度新入団 前年は福島に所属 |
| 24     | 廣木幹彩   | 右 | 右 | 背番号77から変更                |
| 25     | 葛西孝聡   | 左 | 左 |                                 |
| 52     | 大上海璃   | 右 | 左 | 2025年度新入団                  |

### 外野手
| 背番号 | 選手名                   | 投 | 打 | 備考                                |
| ------ | ------------------------ | -- | -- | ----------------------------------- |
| 4      | 國広愛斗                 | 右 | 左 |                                     |
| 8      | 南出侑亮                 | 左 | 左 |                                     |
| 9      | ドミンゴスマルセロキヨシ | 右 | 右 | 背番号47から変更                    |
| 28     | 井野口祐介               | 右 | 右 | 打撃・トレーニングコーチ兼任 練習生 |
| 51     | 吉沢永遠                 | 右 | 右 | 練習生                              |
| 99     | 西濱永輝                 | 右 | 左 | 2025年度新入団 練習生               |

## 過去に在籍していた主な選手

### NPB入団選手
※年はNPB入団前の最終所属年度。当球団から直接入団した選手に限る。
- 2010年
  - フランシスコ・カラバイヨ - オリックス・バファローズ(2010年途中 - 2011年、2015年)
  - ロバート・ザラテ - 阪神タイガース(2011年 - 2013年、2014年に群馬復帰)
- 2011年
  - 清水貴之 - 福岡ソフトバンクホークス(育成選手ドラフト4位、2012年 - 2014年)
  - 廣神聖哉 - 阪神タイガース(育成選手ドラフト1位、2012年、2014年に群馬復帰)
- 2012年
  - 八木健史 - 福岡ソフトバンクホークス(育成選手ドラフト1位、2013年 - 2014年、2015年に群馬復帰)
- 2015年）
  - ヨヘルミン・チャベス - オリックス・バファローズ(2015年途中 - 同年終了、2016年に群馬復帰)
- 2021年
  - 速水隆成 - 北海道日本ハムファイターズ(育成選手ドラフト2位、2022年)
- 2022年
  - 西濱勇星 - オリックス・バファローズ(育成選手ドラフト1位、2023年)
- 2023年
  - 奥村光一 - 埼玉西武ライオンズ（育成選手ドラフト6位、2024年 - ）

### その他
- 青木清隆 - ベストナイン（2008年・2009年）、最多盗塁（2009年）
- 青木颯 - ベストナイン（2018年・2019年）
- 青栁正輝 - 最多勝利（2019年）、ベストナイン（2019年）、前期MVP（2019年）、地区最多勝利（2021年）
- 新井伸太郎 - 最多盗塁（2011年）
- 有間裕亮 - 地区最多本塁打（2022年）
- アレックス・トーレス - 元：ニューヨーク・メッツ、最多奪三振(2018・2019年)、最多勝利・シーズンおよび後期MVP・ベストナイン(2018年)
- アレックス・ラミレス - 打撃コーチ兼任、元：横浜DeNAベイスターズ
- アレッサンドロ・マエストリ - 元：オリックス・バファローズ
- 伊藤拓郎 - 元：横浜DeNAベイスターズ、最多勝利（2017年）、最多奪三振（2017年）、ベストナイン（2017年）
- 茨木智也
- エスマイリン・カリダ - 元：シカゴ・カブス
- エンジェルベルト・ソト - 元：横浜DeNAベイスターズ
- 遠藤靖浩 - 最多盗塁（2008年）
- 大谷尚徳 - 首位打者(2010年)
- 鹿沼柊汰 - 首位打者（2019年）、ベストナイン（2019年）
- 川村修司 - ベストナイン（2009年）
- 菊地和正 - 元：横浜DeNAベイスターズ、投手コーチ兼任
- 日下部光 - 退団後、SHIGA HIJUMPS監督（2025年 - ）
- 越川昌和 - 最多セーブ（2010年）
- ジョニー・セリス - (2019年)北海道日本ハムファイターズの臨時通訳(2020年)[1]、茨城アストロプラネッツ監督(2021年)を経て福岡北九州フェニックスヘッドコーチ（2022年 - 2023年）、KAMIKAWA・士別サムライブレイズヘッドコーチ（2024年 - ）
- 田代大輝 - 最優秀防御率（2019年）、地区最多セーブ（2021年）、ベストナイン（2021年）
- 堤雅貴 - 最優秀防御率（2009年）、ベストナイン（2009年）、後期およびシーズンMVP（2009年）、最多セーブ（2016年）
- 富岡久貴 - 元：東北楽天ゴールデンイーグルス
- 新山進也 - 地区最多本塁打（2022年）
- 西本泰承 - ベストナイン（2014年）
- 丹羽良太 - 最多打点（2008年）
- ノアム・カリサール - 練習生
- 藤田宗一 - 元：福岡ソフトバンクホークス、投手コーチ補佐兼任
- フレデリク・アンヴィ - 野球フランス代表
- フェリックス・ブラウン - 野球フランス代表<2010年>
- フランシス・ベルトラン - 元：デトロイト・タイガース
- 星秀和 - 元：埼玉西武ライオンズ、野手コーチ補佐兼任
- 森岡大和 - ベストナイン（2015年）
- 安田権守 - ベストナイン(2014年)、後に韓国・斗山ベアーズへ入団
- 山上信吾 - 元：読売ジャイアンツ
- 山田憲 - 元：北海道日本ハムファイターズ、首位打者（2008年）、後期MVP（2008年）、ベストナイン（2008年、2010年）
- 湯井飛鳥
- ラファエル・ポロ - 元：東北楽天ゴールデンイーグルス、最多本塁打・最多打点・シーズンおよび前期MVP・ベストナイン(2019年)
- ラミレス・ヨンデル - 現埼玉西武ライオンズ通訳

## 歴代監督
- 秦真司 (2008年 - 2011年)
- 五十嵐章人 (2012年 - 2013年)
- 川尻哲郎 (2014年 - 2015年)
- 平野謙 (2016年 - 2019年、現球団シニアディレクター)
- 牧野塁 (2020年 - 2022年)
- 鈴木哲（2023年）